# Medal Jędrzeja Śniadeckiego
Medal Jędrzeja Śniadeckiego (pot. Medal Śniadeckiego) – medal przyznawany członkom Polskiego Towarzystwa Chemicznego za wybitne osiągnięcia naukowe w dziedzinie chemii. Jest to najwyższe wyróżnienie Towarzystwa za osiągnięcia naukowe. Na brązowym medalu w kształcie zaokrąglonego kwadratu wybita jest podobizna Jędrzeja Śniadeckiego, rok jego urodzin i śmierci. Na rewersie znajduje się napis Polskie Towarzystwo Chemiczne i nazwisko osoby której medal ten przyznano. Oprócz medalu wręczany jest dyplom.

## Laureaci Medalu Śniadeckiego[2]
- 1965: Wiktor Kemula
Włodzimierz Trzebiatowski
Tadeusz Urbański
- 1968: Antoni Basiński
Jerzy Suszko
- 1969: Wiktor Jakób
Bogdan Kamieński
- 1976: Jan Michalski
- 1977: Włodzimierz Kołos
- 1978: Maciej Wiewiórowski
- 1982: Adam Bielański
- 1983: Janusz Ciborowski
- 1984: Bogdan Baranowski
- 1986: Lucjan Sobczyk
- 1988: Bogusława Trzebiatowska
- 1990: Zbigniew Grabowski
- 1997: Mieczysław Mąkosza
- 2000: Jerzy Kroh
- 2001: Marian Mikołajczyk
- 2003: Bogdan Marciniec
- 2005: Stanisław Penczek
- 2006: Bogumił Jeziorski
- 2008: Tadeusz M. Krygowski
- 2009: Wojciech Stec
- 2011: Zbigniew Galus
- 2012: Jacek Namieśnik
- 2013: Janusz Jurczak
- 2014: Cyryl Lechosław Latos-Grażyński
- 2015: Mariusz Jaskólski
- 2016: Paweł Kafarski
- 2017: Bogusław Buszewski
- 2018: Grzegorz Mlostoń
- 2019: Adam Proń
- 2020: Sławomir Filipek
- 2021: Marek Samoć